# Vilarelho
Vilarelho era una freguesia portuguesa del municipio de Caminha, distrito de Viana do Castelo.

## Historia
Fue suprimida el 28 de enero de 2013, en aplicación de una resolución de la Asamblea de la República portuguesa promulgada el 16 de enero de 2013 al unirse con la freguesia de Caminha, formando la nueva freguesia de Caminha (Matriz) e Vilarelho.

## Patrimonio
- Casa de Esteiró, jardines.
- Estación arqueológica de Alto do Coto da Pena